# Toribio Romo González
Santo Toribio Romo González (Jalostotitlán, 16 de abril de 1900-Tequila, Jalisco, 25 de febrero de 1928) fue un sacerdote mexicano, reconocido por la Iglesia católica como Santo, Mártir, asesinado durante la Guerra Cristera en México. Es considerado como patrono de los "mojados" o migrantes indocumentados y choferes.

## Primeros años
Toribio Romo González, nació en la localidad de Santa Ana de Guadalupe Costales, perteneciente al municipio de Jalostotitlán, en la zona de los Altos de Jalisco. Sus padres fueron Patricio Romo Reyes y Juana González Romo. Toribio recibió el bautismo en la parroquia de la Virgen de la Asunción.
En aquella época los niños iban a la escuela parroquial, así lo hizo también Toribio. A los once años de edad ingresó al seminario auxiliar de San Juan de los Lagos, con la autorización de sus padres. María era la hermana de Toribio y ella se preocupó por que la educación de Toribio fuera de lo mejor. Los padres de Toribio no consentían con agrado que él estudiara pues preferían que ayudara con las labores del campo, pero respetaron la decisión de Toribio de seguir adelante.

## Sacerdocio
A los 11 años de haber ingresado al seminario de San Juan de los Lagos, ingresó al Seminario de Guadalajara. A los 21 años de edad debió solicitar dispensa de edad a la Santa Sede antes de proceder a la recepción del orden presbiteral. El señor arzobispo Francisco Orozco y Jiménez le confirió el diaconado el 22 de septiembre de 1922, y el 23 de diciembre del mismo año administró la ordenación sacerdotal. Prestó su servicios ministeriales en Sayula, Tuxpan, Yahualica y Cuquío. En la parroquia de esta última se encontró con el señor cura Justino Orona.
La persecución callista contra la Iglesia católica enardeció los ánimos de los habitantes de Cuquío y el 9 de noviembre de 1926 se levantaron en armas más de trescientos hombres para rebelarse en contra de la opresión del Gobierno, que perseguía a muerte a párrocos y  sacerdotes, quienes tenían que vivir escondidos en el campo huyendo de un lugar a otro, esperando de un momento a otro la muerte; ya que su presencia entre los alzados era considerada como complicidad avalando la rebelión. El padre Toribio escribió en su diario:

«Pido a Dios verdadero mande que cambie este tiempo de persecución. Mira que ni la misa podemos celebrar; sácanos de esta dura prueba... vivir los sacerdotes sin celebrar la Santa Misa... Tormenta de duras persecuciones ha dejado Dios venir sobre mi alma pecadora. Bendito sea él. Hasta el 24 de junio, diez veces he tenido que huir escondiéndome de los perseguidores, unas salidas han durado quince días otras ocho... Unas me han tenido sepultado hasta cuatro largos días en una estrecha y hedionda cueva; otras me han hecho pasar ocho días en la cumbre de los montes a toda la voluntad de la intemperie; a sol, agua y sereno. La tormenta que nos ha mojado, ha tenido el gusto de ver otra que viene a no dejarnos secar, y así hasta pasar mojados los diez días...»

El 2 de julio de 1926 se publicó en el diario oficial de la Federación la famosa "Ley Calles" la cual limitaba, en el Art. 17, a celebrar el culto exclusivamente dentro de los templos. El 31 de julio los obispos mexicanos, en patente desafío al gobierno, llamaron a la suspensión del culto en todo el país. De modo que la celebración de la misa se suspendió, no por orden del gobierno, sino por orden del clero. La Secretaría de Gobernación ordenó que todos los sacerdotes abandonaran los campos y pueblos procediendo a concentrarse en las ciudades para su posterior registro con la advertencia de que si no lo hacían se ejecutaría en su contra la ley.
En 1927 bajo órdenes del obispo fue enviado a Tequila Jalisco, con mucho pesar pues esa diócesis estaba dominada por las fuerzas federales del presidente Calles. En Tequila encontró una antigua destilería que utilizó para celebrar misa a escondidas. En diciembre del mismo año se ordenó sacerdote el hermano menor de Toribio y fue a Tequila a ayudar a este, ambos vivían escondidos en una barranca cerca del rancho de Agua Caliente que pertenecía al señor León Aguirre.

## Martirio
El padre Toribio había ofrecido su sangre por la paz de la Iglesia y pronto el Señor aceptó el ofrecimiento. El Miércoles de Ceniza, 22 de febrero, el padre Toribio pidió al padre Román (su hermano) que le oyera en confesión sacramental y le diera una larga bendición; antes de irse le entregó una carta con el encargo de que no la abriera sin orden expresa. También pasó jueves y viernes arreglando los asuntos parroquiales para dejar todo al corriente. A las 4 de la mañana del sábado 25 acabó de escribir, se recostó en su pobre cama de otates y se quedó dormido.
De pronto una tropa compuesta por soldados federales y agraristas, avisados por un delator, sitió el lugar, brincaron las bardas y tomaron las habitaciones del señor León Aguirre, encargado de la finca y un agrarista gritó: "¡Este es el cura, mátenlo!" El grito despertó al padre y a su hermana y él contestó asustado: "Sí soy... pero no me maten"... No le dejaron decir más y dispararon contra él; con pasos vacilantes y chorreando sangre se dirigió hacia la puerta de la habitación, pero una nueva descarga lo derribó. Su hermana María lo tomó en sus brazos y le gritó al oído: "Valor, padre Toribio... ¡Jesús misericordioso, recíbelo! y ¡Viva Cristo Rey!" El padre Toribio le dirigió una mirada con sus ojos claros y murió.
Estando muerto ya su hermano, la amarraron espalda con espalda con el cadáver, en tanto armaban una camilla de ramajes para transportar el cuerpo del Padre Toribio.
Los verdugos lo despojaron de sus vestiduras y saquearon la casa para después llevarse presa a su hermana María a pie hasta el poblado de “La Quemada”, sin permitirle que sepultara a su hermano, pero antes habían pasado frente a la presidencia municipal con el cadáver del Mártir Toribio sobre la camilla improvisada con palos que transportaban unos vecinos, pero ahí, los soldados que, además, iban silbando y cantando obscenidades al tiempo que los demás rezaban.
María, ya liberada de su breve aprisionamiento, descalza, así como estaba, viajó a pie hasta Guadalajara, a casa de sus padres, para aislarse del odio, cobijarse en el amor paterno y llorar con los suyos la pérdida de su «querido niño».
La familia Plascencia consiguió permiso de velarlo en su casa y al día siguiente, domingo 26 de febrero, con mucha gente que rezaba y lloraba, lo sepultaron en el panteón municipal.
Pasados algunos días su hermano el Padre Román, obediente, abrió la carta en Guadalajara, encontrándose con que era el testamento del Padre Toribio y leyó su contenido: "Padre Román, te encargo mucho a nuestros ancianitos padres, haz cuanto puedas por evitarles sufrimientos. También te encargo a nuestra hermana Quica que ha sido para nosotros una verdadera madre... a todos, a todos te los encargo. Aplica dos misas que debo por las Almas del Purgatorio, y pagas tres pesos cincuenta centavos que le quedé debiendo al señor cura de Yahualica..."

## Canonización
Toribio murió como mártir de la fe católica el 25 de febrero de 1928. Veinte años después de su sacrificio, su restos regresaron a su lugar de origen, y fueron depositados en la capilla construida por él, en Jalostotitlán. El 22 de noviembre de 1992 fue beatificado, y el 21 de mayo de 2000 fue canonizado por el papa Juan Pablo II junto con 24 compañeros. El 21 de mayo es la celebración litúrgica del grupo de los Mártires Mexicanos, San Cristóbal Magallanes y compañeros Mártires, donde se encuentra Santo Toribio Romo.

## Altares conocidos
En Santa Ana de Guadalupe, municipio de Jalostotitlán (Jalisco) lugar de su nacimiento, fue edificado y consagrado el santuario de Santo Toribio, en el cual se encuentran sus restos en una urna de bronce. Este santuario fue diseñado por fray Gabriel Chávez De La Mora.
En la ciudad de Jalostotitlán, cabecera municipal de su lugar de nacimiento, existe un templo construido a principios de los 2000's, de arquitectura moderna. Aquí se encuentran parte de sus restos en una urna hecha de madera incrustada o taraceada, artesanía del municipio.
En la ciudad de Mexicali existe un altar dedicado a este santo. Cualquiera que quiera visitarlo puede hacerlo en el parque municipal de Mexicali junto a la línea internacional, a un costado de la Casa de la Cultura.
En la ciudad de Purísima del Rincón, Guanajuato, se encuentra otro altar muy importante en su honor este fue el tercer templo dedicado en su honor en la República mexicana por esto cuenta con algunas de las reliquias del mártir mexicano. Está ubicado en la colonia Loma Alta en la zona alta de la Ciudad de Purísima del Rincón.
Otro altar importante se ubica en el rancho llamado "Agua Caliente" a 10 minutos de Tequila, Jalisco, lugar donde fue ejecutado. Este santuario erigido en su honor, fue comenzado por el Ing. José Manuel Martínez Aguirre, quien cedió la propiedad para su construcción. Más tarde se formó un patronato encargado de la culminación de la edificación. En este sitio, a un costado del templo, se encuentra la casa donde vivió Santo Toribio y fue apresado por las tropas federales. En la pequeña casa de adobe se encuentran varias de sus pertenencias que utilizó durante su última etapa refugiado de las tropas federales. Mensualmente el domingo más cercano al día 25 se celebran misas en su honor en el Santuario, mientras el triduo que recuerda su martirio es celebrado del 23 al 25 de febrero, festividad con auge creciente año con año.